# Copa Verde 2014
La Copa Verde 2014 fue la primera (1º) edición del torneo que reúne equipos de la región norte y la región centro-oeste, con excepción del Estado de Goiás pero incluyendo el Estado de Espírito Santo. El torneo es organizado por la Confederación Brasileña de Fútbol, con un formato de disputa de partidos de ida y vuelta pasando sólo un equipo a la siguiente fase.
Cuenta con la participación de 16 equipos, los cuales clasifican a partir de su desempeño en el respectivo campeonato estatal. La cantidad de cupos por estado fue definida por la Confederación Brasileña de Fútbol a partir del ranking creado.

## Forma de disputa
La Copa Verde consta de cuatro fases: octavos de final, cuartos de final, semifinal y final. En todas las fases, se ubican dos equipos y se juega un partido de ida y uno de vuelta.
Los criterios de desempate son:
- Mayor número de victorias.
- Mayor número de goles marcados.
- Mayor número de goles marcados en calidad de visitante.
- Tiros desde el punto penal.

## Equipos participantes
La distribución de los cupos es:
- Pará: 3 cupos.
- Amazonas: 2 cupos.
- Distrito Federal: 2 cupos.
- Mato Grosso: 2 cupos.
- Amapá: 1 cupos.
- Espírito Santo: 1 cupos.
- Mato Grosso del Sur: 1 cupos.
- Rondônia: 1 cupos.
- Roraima: 1 cupos.
- Tocantins: 1 cupos.

Los equipos clasificados fueron:
| País                        | Equipo                          | Vía de clasificación |
| --------------------------- | ------------------------------- | --- |
| Acre 1 cupo                 | Plácido de Castro               | Campeón de Campeonato Acreano 2013                                                                                      |
| Amapá 1 cupo                | Santos - AP                     | Campeón de Campeonato Amapaense 2013                                                                                    |
| Amazonas 2 cupos            | Princesa Solimões Nacional - AM | Campeón del Campeonato Amazonense 2013 Subcampeón del Campeonato Amazonense 2013                                        |
| Distrito Federal 2 cupos    | Brasiliense Brasília            | Campeón del Campeonato Metropolitano 2013 Subcampeón del Campeonato Metropolitano 2013                                  |
| Espírito Santo 1 cupos      | Desportiva Ferroviária          | Campeón del Campeonato Capixaba 2013                                                                                    |
| Mato Grosso 2 cupos         | Cuiabá Mixto                    | Campeón del Campeonato Matogrossense 2013 Subcampeón del Campeonato Matogrossense 2013                                  |
| Mato Grosso del Sur 1 cupos | CENE                            | Campeón del Campeonato Sul-Matogrossense 2013                                                                           |
| Pará 3 cupos                | Paysandu Paragominas Remo       | Campeón del Campeonato Paraense 2013 Subcampeón del Campeonato Paraense 2013 Semifinalista del Campeonato Paraense 2013 |
| Rondônia 1 cupos            | Vilhena                         | Campeón del Campeonato Rondoniense 2013                                                                                 |
| Roraima 1 cupos             | Náutico - RR                    | Campeón del Campeonato Roraimense 2013                                                                                  |
| Tocantins 1 cupos           | Interporto                      | Campeón del Campeonato Tocantinense 2013                                                                                |

## Cuadro del campeonato
|  | Octavos de final     | Octavos de final     | Octavos de final    |             |   | Cuartos de final            | Cuartos de final            | Cuartos de final            |  |  | Semifinales       | Semifinales       | Semifinales       |  |  | Final           | Final           | Final           |
|  | 11 al 19 de febrero  | 11 al 19 de febrero  | 11 al 19 de febrero |             |   | 26 de febrero al 9 de marzo | 26 de febrero al 9 de marzo | 26 de febrero al 9 de marzo |  |  | 16 al 23 de marzo | 16 al 23 de marzo | 16 al 23 de marzo |  |  | 8 y 21 de abril | 8 y 21 de abril | 8 y 21 de abril |
|  |                      |                      |                     |             |   |                             |                             |                             |  |  |                   |                   |                   |  |  |                 |                 |                 |
|  |                      |                      |                     |             |   |                             |                             |                             |  |  |                   |                   |                   |  |  |                 |                 |                 |
|  |                      |                      |                     |             |   |                             |                             |                             |  |  |                   |                   |                   |  |  |                 |                 |                 |
|  | Náutico - RR         | 2                    | 0                   |             |   |                             |                             |                             |  |  |                   |                   |                   |  |  |                 |                 |                 |
|  | Náutico - RR         | 2                    | 0                   |             |   |                             |                             |                             |  |  |                   |                   |                   |  |  |                 |                 |                 |
|  | Paysandu             | 7                    | 4                   |             |   |                             |                             |                             |  |  |                   |                   |                   |  |  |                 |                 |                 |
|  | Paysandu             | 7                    | 4                   | Paysandu    | 6 | 2                           |                             |                             |  |  |                   |                   |                   |  |  |                 |                 |                 |
|  |                      |                      |                     |             | 6 | 2                           |                             |                             |  |  |                   |                   |                   |  |  |                 |                 |                 |
|  |                      | Princesa do Solimões | 1                   | 1           |   |                             |                             |                             |  |  |                   |                   |                   |  |  |                 |                 |                 |
|  | Princesa do Solimões | Princesa do Solimões | 1                   | 1           | 1 | 2                           |                             |                             |  |  |                   |                   |                   |  |  |                 |                 |                 |
|  | Princesa do Solimões |                      |                     |             | 1 | 2                           |                             |                             |  |  |                   |                   |                   |  |  |                 |                 |                 |
|  | Santos - AP          | 0                    | 2                   |             |   |                             |                             |                             |  |  |                   |                   |                   |  |  |                 |                 |                 |
|  | Santos - AP          | 0                    | 2                   | Paysandu    | 1 | 0                           |                             |                             |  |  |                   |                   |                   |  |  |                 |                 |                 |
|  |                      |                      |                     |             | 1 | 0                           |                             |                             |  |  |                   |                   |                   |  |  |                 |                 |                 |
|  |                      | Remo                 | 0                   | 0           |   |                             |                             |                             |  |  |                   |                   |                   |  |  |                 |                 |                 |
|  | Paragominas          | Remo                 | 0                   | 0           | 1 | 2                           |                             |                             |  |  |                   |                   |                   |  |  |                 |                 |                 |
|  | Paragominas          |                      |                     |             | 1 | 2                           |                             |                             |  |  |                   |                   |                   |  |  |                 |                 |                 |
|  | Remo                 | 2                    | 2                   |             |   |                             |                             |                             |  |  |                   |                   |                   |  |  |                 |                 |                 |
|  | Remo                 | 2                    | 2                   | Remo (v.)   | 1 | 2                           |                             |                             |  |  |                   |                   |                   |  |  |                 |                 |                 |
|  |                      |                      |                     |             | 1 | 2                           |                             |                             |  |  |                   |                   |                   |  |  |                 |                 |                 |
|  |                      | Nacional - AM        | 1                   | 2           |   |                             |                             |                             |  |  |                   |                   |                   |  |  |                 |                 |                 |
|  | Plácido de Castro    | Nacional - AM        | 1                   | 2           | 0 | 0                           |                             |                             |  |  |                   |                   |                   |  |  |                 |                 |                 |
|  | Plácido de Castro    |                      |                     |             | 0 | 0                           |                             |                             |  |  |                   |                   |                   |  |  |                 |                 |                 |
|  | Nacional - AM        | 0                    | 1                   |             |   |                             |                             |                             |  |  |                   |                   |                   |  |  |                 |                 |                 |
|  | Nacional - AM        | 0                    | 1                   | Paysandu    | 2 | 1 (6)                       |                             |                             |  |  |                   |                   |                   |  |  |                 |                 |                 |
|  |                      |                      |                     |             | 2 | 1 (6)                       |                             |                             |  |  |                   |                   |                   |  |  |                 |                 |                 |
|  |                      | Brasília (p.)        | 1                   | 2 (7)       |   |                             |                             |                             |  |  |                   |                   |                   |  |  |                 |                 |                 |
|  | Brasília             | Brasília (p.)        | 1                   | 2 (7)       | 0 | 2                           |                             |                             |  |  |                   |                   |                   |  |  |                 |                 |                 |
|  | Brasília             |                      |                     |             | 0 | 2                           |                             |                             |  |  |                   |                   |                   |  |  |                 |                 |                 |
|  | CENE                 | 0                    | 0                   |             |   |                             |                             |                             |  |  |                   |                   |                   |  |  |                 |                 |                 |
|  | CENE                 | 0                    | 0                   | Brasília    | 1 | 0                           |                             |                             |  |  |                   |                   |                   |  |  |                 |                 |                 |
|  |                      |                      |                     |             | 1 | 0                           |                             |                             |  |  |                   |                   |                   |  |  |                 |                 |                 |
|  |                      | Cuiabá               | 0                   | 0           |   |                             |                             |                             |  |  |                   |                   |                   |  |  |                 |                 |                 |
|  | Desp. Ferroviária    | Cuiabá               | 0                   | 0           | 0 | 1                           |                             |                             |  |  |                   |                   |                   |  |  |                 |                 |                 |
|  | Desp. Ferroviária    |                      |                     |             | 0 | 1                           |                             |                             |  |  |                   |                   |                   |  |  |                 |                 |                 |
|  | Cuiabá               | 0                    | 2                   |             |   |                             |                             |                             |  |  |                   |                   |                   |  |  |                 |                 |                 |
|  | Cuiabá               | 0                    | 2                   | Brasília    | 0 | 3                           |                             |                             |  |  |                   |                   |                   |  |  |                 |                 |                 |
|  |                      |                      |                     |             | 0 | 3                           |                             |                             |  |  |                   |                   |                   |  |  |                 |                 |                 |
|  |                      | Brasiliense          | 2                   | 0           |   |                             |                             |                             |  |  |                   |                   |                   |  |  |                 |                 |                 |
|  | Interporto           | Brasiliense          | 2                   | 0           | 0 | 0                           |                             |                             |  |  |                   |                   |                   |  |  |                 |                 |                 |
|  | Interporto           |                      |                     |             | 0 | 0                           |                             |                             |  |  |                   |                   |                   |  |  |                 |                 |                 |
|  | Brasiliense          | 2                    | 2                   |             |   |                             |                             |                             |  |  |                   |                   |                   |  |  |                 |                 |                 |
|  | Brasiliense          | 2                    | 2                   | Brasiliense | 1 | 4                           |                             |                             |  |  |                   |                   |                   |  |  |                 |                 |                 |
|  |                      |                      |                     |             | 1 | 4                           |                             |                             |  |  |                   |                   |                   |  |  |                 |                 |                 |
|  |                      | Vilhena              | 0                   | 3           |   |                             |                             |                             |  |  |                   |                   |                   |  |  |                 |                 |                 |
|  | Vilhena              | Vilhena              | 0                   | 3           | 4 | 1                           |                             |                             |  |  |                   |                   |                   |  |  |                 |                 |                 |
|  | Vilhena              |                      |                     |             | 4 | 1                           |                             |                             |  |  |                   |                   |                   |  |  |                 |                 |                 |
|  | Mixto                | 1                    | 2                   |             |   |                             |                             |                             |  |  |                   |                   |                   |  |  |                 |                 |                 |

### Final
| 8 de abril de 2014 | Paysandu | 2:1 (1:1) | Brasília | Mangueirão, Belém                                        |                                                          |
|                    |          | Reporte   |          | Asistencia: 18.256 espectadores Árbitro(s): Wagner Reway | Asistencia: 18.256 espectadores Árbitro(s): Wagner Reway |

| 21 de abril de 2014 | Brasília | 2:1 (1:0) (7-6 pen.) | Paysandu | Estadio Mané Garrincha, Brasília                                   |                                                                    |
|                     |          | Reporte              |          | Asistencia: 51.701 espectadores Árbitro(s): Pablo Dos Santos Alves | Asistencia: 51.701 espectadores Árbitro(s): Pablo Dos Santos Alves |

| Bandera del Distrito Federal de Brasil |
| Campeón                                |
| Brasília 1.er título                   |